# ويليام بوت
ويليام بوت (بالإنجليزية: William Butt)‏ هو سياسي أمريكي، ولد في 1805، وتوفي في 1888.